# Elagabalium
L'Elagabalium era un tempio di Roma, costruito sul lato nord-orientale del Palatino dall'imperatore romano Eliogabalo (218-222) e dedicato alla divinità solare di origine siriana Deus Sol Invictus, del quale l'imperatore stesso era gran sacerdote.

## Storia

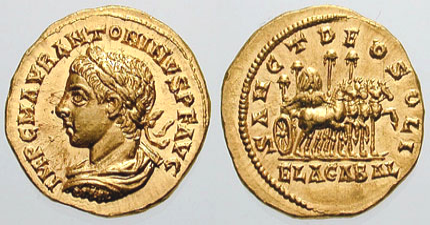
Aureo di Eliogabalo, con, al rovescio, la legenda SANCT DEO SOLI ELAGABAL ("Al sacro dio sole El-Gabal") e la raffigurazione di una quadriga che trasporta il betilo (sacra pietra) del tempio del sole di Emesa, custodita nell'Elagabalium a Roma.

Il tempio, circondato da colonne, aveva dimensioni di 70 m per 40 m, ed era a sua volta circondato da un portico colonnato. Si trovava di fronte al Colosseo e, sotto l'imperatore Eliogabalo, fu il centro del controverso culto del Deus Sol Invictus. La piattaforma del tempio era stata costruita già sotto Domiziano (tra l'81 e il 96), ed era probabilmente un luogo di culto di Giove. I resti di questa terrazza sono ancor oggi visibili sul lato nord-orientale del Palatino, che dà sull'Arco di Costantino. L'area in cui sorgeva il tempio era quella indicata nella Forma Urbis severiana come Adonaea, cioè sacra al culto di Adone, il che si prestava bene ad accogliere Eliogabolo, dal momento che anche Adone come quest'ultimo era una divinità siriaca ed era rappresentata con gli attributi del sole.
Quando Eliogabalo salì al trono nel 218, introdusse il culto del dio El-Gabal, il dio solare della città di Emesa in Siria, di cui era originario l'imperatore. Eliogabalo mutò il nome della divinità in quello di Deus Sol Invictus e diresse personalmente il culto del dio, la cui personificazione, un betilo nero conico, potrebbe essere stato un meteorite. Eliogabalo dedicò ad El-Gabal/Deus Sol Invictus un piccolo tempio nel luogo dove oggi sorge la basilica di Santa Croce in Gerusalemme e gli ridedicò, dopo averlo allargato, il tempio sul Palatino (220/221). Per promuovere il culto di Deus Sol Invictus, l'imperatore lo inserì nel pantheon romano al di sopra di Giove, e ordinò che gli oggetti più sacri della Religione romana fossero trasportati nel suo tempio: tra questi vi erano la Magna Mater, il fuoco di Vesta, gli Ancilia dei Salii e il Palladio. Dopo la morte di Eliogabalo, il tempio fu ridedicato a Giove dal suo cugino, figlio adottivo e successore Alessandro Severo (222-235).
Del tempio rimangono oggi solo la terrazza e pochi resti nel giardino della chiesa di San Sebastiano al Palatino.

## Sito archeologico

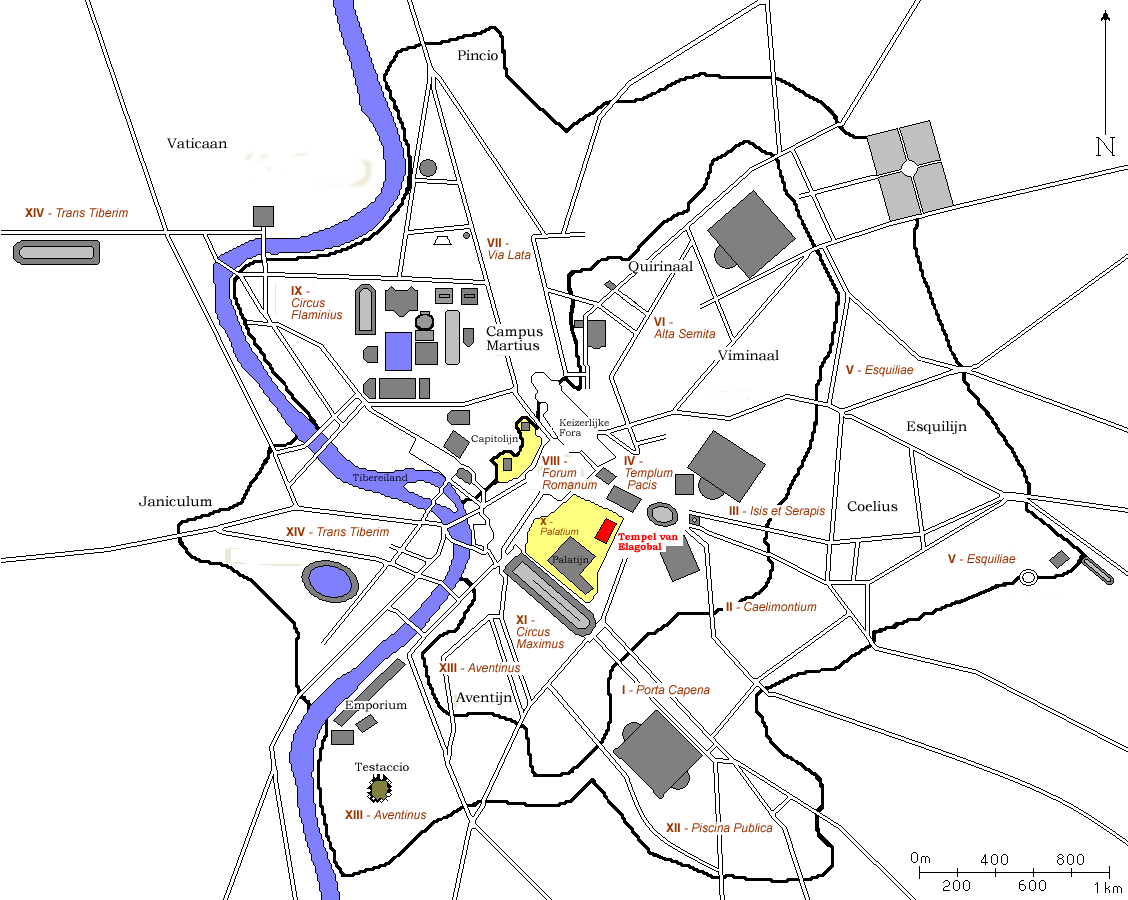
Posizione dell'Elagabalium all'interno di Roma (in rosso)

Il tempio si trovava di fianco all'attuale chiesa di San Sebastiano. Questo settore del Palatino era occupato da un gigantesco terrazzamento artificiale di forma rettangolare, del quale restano alcune delle poderose sostruzioni in laterizio nei pressi dell'Arco di Tito.
Da qui partiva il Clivus Palatinus, che collegava il colle con la parte orientale del Foro Romano, ed era decorato da un ingresso con scalinate, forse il Pentapylum, la porta "dei cinque ingressi", citata nei Cataloghi regionari.
Nelle vicinanze sono stati ritrovati anche i resti di un arco trionfale dell'inizio dell'età imperiale, forse un ingresso monumentale al palazzo imperiale sul Palatino.